# Otley
Otley è una città e parrocchia civile sita nell'area metropolitana di Leeds nel West Yorkshire in Inghilterra. 
Storicamente appartenente al West Riding of Yorkshire, la città ha una popolazione di 13 668.

## Storia
L'insediamento è antecedente al tempo dei romani, sebbene esso si sia sviluppato a partire dal periodo sassone. Otley era conosciuta come Ottanlege nel 972 e Otelai nel Domesday Book del 1086.

## Geografia
Otley si trova a 45 km a sud ovest di York, a 16 km a nord ovest di Leeds e a 16 km a nord est di Bradford. Il paese è collocato nella parte bassa della valle di Wharferdale ed è circondato da campi agricoli. La parte storica di Otley si trova sulla riva meridionale del fiume Wharfe, mentre durante il XX secolo il paese si sviluppò anche sulla riva settentrionale.
Ad ovest di Otley si trovano i paesi di Burley-in-Wharferdale e Menston. Ad est Pool-in-Wharferdale. A sud Guiseley e Yeadon.